# Bothriomyrmex anastasiae
Bothriomyrmex anastasiae is een mierensoort uit de onderfamilie van de Dolichoderinae. De wetenschappelijke naam van de soort is voor het eerst geldig gepubliceerd in 2002 door Dubovikov.